# Achtung! Banditi!
Achtung! Banditi! è un film del 1951 diretto da Carlo Lizzani.
Esordio alla regia di Lizzani, fu girato nei dintorni di Genova, fra le frazioni di Campomorone, Pontedecimo e altre località della Val Polcevera.

## Trama
Nonostante il proclama del generale Alexander che invita i partigiani a rifugiarsi in montagna in attesa della primavera, il gruppo guidato dal comandante Vento e dal commissario politico Lorenzo decide di scendere a Pontedecimo, un quartiere di Genova, per cercare il collegamento con la città. Le armi scarseggiano e i partigiani pensano di prelevarle da una fabbrica. La staffetta incaricata di guidarli nell'impresa viene uccisa dai tedeschi, ma si decide di proseguire nonostante tutto. Il gruppo, in abiti borghesi, riesce a infiltrarsi nella fabbrica, proprio quando i tedeschi hanno deciso di smantellare i macchinari per requisirli e avviarli in Germania. Gli operai si oppongono e mettono in atto un serrato ostruzionismo mentre i partigiani trafugano le armi. Si arriva allo scontro diretto con i soldati tedeschi, che hanno scoperto il furto. Operai e partigiani combattono fianco a fianco mentre l'ingegnere che dirige la fabbrica preferisce farsi impiccare piuttosto che collaborare con il nemico. L'arrivo degli alpini dell'esercito di Salò dopo la loro decisione di passare dalla parte dei partigiani risolve la situazione, salvando i preziosi macchinari.

## Produzione
Il film venne realizzato grazie ad una sottoscrizione di "azioni" da 500 lire. Lizzani, stando a quanto spiegato al tempo dell'uscita del film, ebbe l'idea della sottoscrizione dopo aver assistito alla proiezione di La terra trema (1948) e aver discusso con Luchino Visconti del fatto che quest'ultimo non aveva trovato produttori interessati al proseguimento della sua opera (inizialmente pensata come la prima parte di una trilogia). Così il regista ricorda la nascita del progetto:
(Carlo Lizzani, Quaderni delle Olimpiadi, n. 3, agosto 1951)
Nel film gli attori sembra dovettero usare armi di legno in quanto non venne dato il permesso di usare armi disattivate (dalle testimonianze dei sovvenzionatori del film).
Fra gli attori c'è una giovane Gina Lollobrigida e Andrea Checchi, che interpreta un ingegnere meccanico che si fa uccidere assieme al capo dei GAP della sua fabbrica piuttosto che vendersi ai nazifascisti (entrambi citati in una delle locandine del film  ).

## Riferimenti storici
Alcuni alpini del film, presumibilmente della Divisione Alpina Monterosa, invece di sparare ai partigiani rivolgono le armi contro i tedeschi. Il riferimento è al battaglione "Vestone" della Monterosa che, contattato da Aldo Gastaldi, comandante della Divisione Cichero (nome di battaglia  "Bisagno"), passò alla lotta partigiana portando con loro un ricco "corredo" di armi. "Bisagno" morì mentre, dopo la Liberazione, riaccompagnava alle loro case proprio alcuni di questi alpini, bergamaschi per origine.